# Kenneth Jaliens
Kenneth Romeo Jaliens (ur. 4 października 1957 w Paramaribo) – surinamski trener piłkarski. Jest wujem zawodnika reprezentacji Holandii oraz Wisły Kraków, Kew Jaliensa.
Podczas swojej kariery piłkarskiej Jaliens przez dwanaście lat występował w najwyższej klasie rozgrywkowej Surinamu. W 2006 roku został selekcjonerem seniorskiej reprezentacji Surinamu, którą kilka miesięcy później poprowadził w Pucharze Karaibów, odpadając w drugiej rundzie. W eliminacjach do Mistrzostw Świata 2010 jego drużyna zdołała dotrzeć do trzeciej rundy, nie kwalifikując się na mundial. Za jego kadencji kadra Surinamu po raz pierwszy w historii awansowała do pierwszej setki rankingu FIFA, w lipcu 2008. Ze stanowiska odszedł w 2008 roku, a rok później objął funkcję trenera najstarszego surinamskiego zespołu, SV Voorwaarts, broniącego się przed spadkiem z pierwszej ligi. Pod kierownictwem Jaliensa drużyna zdołała zwyciężyć w dwumeczu barażowym sezonu 2009/2010 i utrzymała się w Hoofdklasse.
W lipcu 2010 Jaliens udał się do Holandii, gdzie spędził dziewięć miesięcy i uzyskał najwyższą z możliwych licencji trenerskich Królewskiego Holenderskiego Związku Piłki Nożnej – Trainer/Coach I. W tym samym czasie przebywał także na stażu w Feyenoordzie i pełnił tam rolę asystenta w drużynie do lat 18. Po powrocie do ojczyzny został koordynatorem reprezentacji olimpijskiej, która jednak nie zakwalifikowała się na Igrzyska Olimpijskie w Londynie. W lipcu 2011 ponownie objął stanowisko szkoleniowca surinamskiej kadry narodowej. Trenował ją podczas eliminacji do Mistrzostw Świata 2014, lecz Surinamczycy ponownie nie awansowali na mundial, odpadając w drugiej rundzie z bilansem dwóch zwycięstw, remisu i czterech porażek. W styczniu 2012 został dyrektorem technicznym Surinamskiego Związku Piłki Nożnej.